# Moravská vysoká škola Olomouc
De Moravská vysoká škola Olomouc (Nederlands: Moravische hogeschool Olomouc, afkorting: MVŠO) is een private universiteit in de Tsjechische stad Olomouc. De universiteit is in 2005 opgericht op iniciatief van het Regionální centrum Olomouc en TESCO SW. Sinds 2013 is de MVŠO gevestigd op de huidige locatie in de BEA campus Olomouc, een flatgebouw net buiten de historische stadskern. Naast de Moravská vysoká škola Olomouc is in Olomouc ook de openbare Palacký-Universiteit Olomouc gevestigd.